# Ernst Robert Curtius
Ernst Robert Curtius (14. dubna 1886, Thann v Alsasku – 19. dubna 1958 Řím) byl německý literární historik a romanista, který se zabýval zejména moderní francouzskou a středověkou latinskou literaturou.

## Biografie
Studoval v Colmaru a ve Štrasburku, kde roku 1910 promoval. Roku 1913 se habilitoval v Bonnu a přednášel pak v Marburgu a v Heidelbergu. V letech 1929–1951 byl profesorem středověké filologie v Bonnu a vydal řadu knih o moderní francouzské i anglické literatuře (Marcel Proust, James Joyce). Roku 1948 vydal své nejznámější dílo Evropská literatura a latinský středověk. Po emeritování roku 1951 žil v Římě a získal řadu ocenění, mimo jiné čestný doktorát pařížské Sorbonny. V roce 1984 založil nakladatel T. Grundmann v Bonnu "Curtiovu cenu" za nejlepší esej.